# 分宜站
分宜站是一个沪昆铁路和分文铁路上的铁路车站，位于江西省新余市分宜县分宜镇，目前为二等站，邮政编码为336600。客运：办理旅客乘降；行李、包裹托运。货运办理整车、零担货物发到。车站设有专用线通往海螺水泥、分宜发电厂、江西煤业杨矿煤矿、天河采石、国家粮食和物资储备局江西局六三二处、铃阳矿业等单位的专用线。
车站始建于1937年8月，初址位于界桥山塘下，为四等站。1939年车站因战争被毁，1949年8月在界桥霞塘复修分宜车站，设3条股道。1958年修建江口水库，浙赣铁路分宜段该线，车站迁至现址，1962年4月1日竣工。1970年铁路部门修建自本站出岔的支线分文铁路。2014年车站建成第二货场。